# Grzegorz Tomasiak
Grzegorz Tomasiak (ur. 6 marca 1986 w Raciborzu) – polski artysta sztuk wizualnych, który wprowadził termin „ikonokody” w kontekście współczesnych ikon. Jego twórczość łączy tradycyjne techniki pisania ikon z nowoczesnymi kodami, takimi jak kody QR, tworząc unikalne dzieła religijne.

## Życiorys
Jest absolwentem Uniwersytetu im. Adama Mickiewicza w Poznaniu na Wydziale Pedagogiczno-Artystycznym w Kaliszu. W 2010 roku uzyskał dyplom pod kierunkiem prof. zw. Marka  Zaborowskiego w II Pracowni Malarstwa w Zakładzie Malarstwa i Teorii Sztuki. W latach 2005–2008 studiował w Instytucie Sztuki w PWSZ w Raciborzu (kierunek: edukacja artystyczna w zakresie sztuk plastycznych), uzyskując dyplom pod kierunkiem prof. zw. Kazimierza Cieślika w Pracowni Malarstwa. Od 2010 roku uzupełnia swoje wykształcenie na studiach podyplomowych. W 2020 roku obronił doktorat w dziedzinie sztuki w dyscyplinie sztuki plastyczne i konserwacja dzieł sztuki w Instytucie Sztuk Plastycznych na Wydziale Sztuki i Nauk o Edukacji w Cieszynie Uniwersytetu Śląskiego w Katowicach. W latach 2016–2019 uzyskał stypendium rektora dla najlepszego doktoranta. W 2019 roku został Laureatem Wyróżnienia JM Rektora Uniwersytetu Śląskiego w Katowicach w kategorii osiągnięcia artystyczne (XI edycja Konkursu).
Od 2012 r. prowadzi Galerię Sztuki w Pocysterskim Zespole Klasztorno-Pałacowym w Rudach. Nominowany do nagrody starosty raciborskiego Mieszko A.D. 2014 w kategorii plastyka oraz 2017 w dziedzinie kultura. Laureat Nagrody „Mieszko A.D. 2023” w dziedzinie kultury – w kategorii twórczość artystyczna. W 2022 roku został uhonorowany nagrodą „Skrzydła św. Rafała Archanioła” w kategorii „Przyjaciel Ośrodka” przez Ośrodek Rehabilitacyjny pw. św. Rafała Archanioła w Rusinowicach za zasługi na rzecz osób z niepełnosprawnościami. W 2023 roku otrzymał Stypendium Ministra Kultury i Dziedzictwa Narodowego. Jego prace plastyczne znajdują się w wielu krajach (m.in. na Węgrzech, w Czechach, Niemczech, Walii, Watykanie oraz Paragwaju) w zbiorach prywatnych, wielokrotnie prezentował je na wystawach indywidualnych i zbiorowych.

## Twórczość
Zajmuje się sztuką sakralną, pisaniem ikon, malarstwem, grafiką i projektowaniem graficznym oraz fotografią cyfrową. Koncepcja jego prac malarskich koncentruje się wokół możliwości wykorzystania alfanumerycznego, dwuwymiarowego matrycowego kodu – modularnego i stałowymiarowego w procesie pisania i czytania ikon w treści odwołujących się do Starego i Nowego Testamentu, Pisma Świętego.

## Wystawy

### Indywidualne
- 2021 – Ikonokody, wystawa online[15][16].
- 2020 – Ikonokody, Skryptorium Artystyczne w Starym Opactwie, Rudy.
- 2020 – Ikonokody (2015–2019), Galeria Sztuki w Starym Opactwie[4], Rudy.
- 2020 – Ikonokody, Galeria Sztuki Po Prawej Stronie Wisły, Warszawa.
- 2019 – Ikonokody, Galeria „Da Vinci”, Miejska Biblioteka Publiczna, Jastrzębie Zdrój.
- 2019 – Matrycowe kody, Galeria OBOK[17], Racibórz.
- 2019 – Matrycowe kody, Galeria Metamorfozy, Warszawa.
- 2019 – Kod ukryty w ikonie, Galeria Sztuki w Starym Opactwie, Rudy.
- 2019 – Kwadraty w ikonie, Galeria 33, Ostrów Wielkopolski.
- 2018 – Koncepcja kodu w malarstwie tablicowym, Miejski Dom Kultury w Lublińcu, Lubliniec.
- 2018 – Młodzi Artyści w „Kręgach Sztuki”. Wystawa grafik Aleksandry Bury i ikon Grzegorza Tomasiaka, Galeria Muflon, Ustroń.
- 2018 – Przenikanie, Galeria Sztuki w Starym Opactwie w Rudach – skryptorium artystyczne, Rudy.
- 2018 – 2015 – 2018. Kody qr. Wystawa w ramach otwarcia przewodu doktorskiego, Galeria 36.6, Cieszyn.
- 2017 – Wymiar do2 w malarstwie tablicowym, Galeria Sztuki w Starym Opactwie w Rudach – skryptorium artystyczne, Rudy.
- 2017 – Pisanie kodu…, Gminna Biblioteka Publiczna, Jejkowice.
- 2017 – Wymiar do2 w malarstwie tablicowym, Filharmonia Opolska im. Józefa Elsnera, Opole.
- 2017 – Małe kwadraty, Ośrodek Rehabilitacyjno-Edukacyjny dla Dzieci i Młodzieży Niepełnosprawnej p.w. Św. Rafała Archanioła, Rusinowice.
- 2016 – Wokół malarstwa tablicowego, Teatr Ziemi Rybnickiej, Rybnik.
- 2016 – Koncepcje QR kodu w malarstwie tablicowym, Klubokawiarnia Mleczarnia[18], Wrocław.
- 2016 – Wymiar QR w malarstwie tablicowym, Galeria REFEKTARZ, Krotoszyński Ośrodek Kultury, Krotoszyn.
- 2016 – Wymiary kodu w malarstwie tablicowym, Miejski Ośrodek Kultury Sportu i Rekreacji w Kuźni Raciborskiej, sala wystawowa, Kuźnia Raciborska.
- 2016 – Ojcowie Kościoła, Ośrodek Rehabilitacyjno-Edukacyjny dla Dzieci i Młodzieży Niepełnosprawnej p.w. Św. Rafała Archanioła, Rusinowice.
- 2016 – Nowy wymiar w malarstwie tablicowym  cz. II – nowa odsłona, Pocysterski Zespół Klasztorno-Pałacowy w Rudach, Rudy.
- 2015 – Nowy wymiar w malarstwie tablicowym cz. I, Pocysterski Zespół Klasztorno-Pałacowy w Rudach, Rudy.
- 2014 – Sztuka próbowania, pisania. Malarstwo i ikony, Galeria "Da Vinci", Miejska Biblioteka Publiczna, Jastrzębie Zdrój.
- 2014 – Sztuka próbowania, pisania. Malarstwo i ikony, Zamek Piastowski, Racibórz.
- 2013 – „NEW ICON” - malarstwo i ikony, Galeria Sztuki "Złote Grabie", Rydułtowy.
- 2013 – Punkt – odniesienie – głębia - przemienienie. Ikony, Galeria Sztuki w Starym Opactwie, Rudy.
- 2012 – Malarstwo w otoczeniu apostołów, Zamek Piastowski, Racibórz.
- 2010 – Pisanie ikon współczesnych… 14 ikon…, Pocysterski Zespół Klasztorno-Pałacowy w Rudach, Rudy.
- 2010 – Pisanie ikon współczesnych. 14 ikon…, Bazylika św. Józefa, Kalisz.
- 2010 – Pisanie ikon współczesnych. 14 ikon…, Klasztor OO. Franciszkanów, Kalisz.
- 2008 – Wybrane prace z pracowni, Starostwo Powiatowe w Raciborzu, Racibórz.

### Wybrane wystawy zbiorowe
- 2021 – 27. Biennale Plakatu Polskiego[19], Katowice 2021, BWA Katowice.
- 2021 – VIII Salon Wiosenny 2021[20], BWA Tarnów.
- 2021 – A-kumulacje[21][22], Galeria im. Jana Tarasina, Kalisz.
- 2020 – VII Salon Wiosenny 2020, BWA Tarnów.
- 2019 – 26. Biennale Plakatu Polskiego, Katowice 2019, BWA Katowice.
- 2019 – A-kumulacje, Galeria im. Jana Tarasina, Kalisz.
- 2019 – VI Salon Wiosenny 2019, BWA Tarnów.
- 2019 – SZTUKA TERAZ, DESA, Warszawa.
- 2019 – SZTUKA TERAZ, Gmach Główny, Muzeum Narodowe w Krakowie, Kraków.
- 2018 – Malarstwo, rzeźba i ceramika – wystawa poplenerowa XII Pleneru Artystycznego Krotoszyn 2018, Galeria REFEKTARZ, Krotoszyński Ośrodek Kultury, Krotoszyn.
- 2018 – W rzeczy samej. 6. Ogólnopolski Konkurs dla Młodych Artystów imienia Mariana Michalika[23]. Triennale Malarstwa, Częstochowa.
- 2018 – Ćwiczenia z przestrzeni, wystawa doktorantek i doktorantów Instytutu Sztuki w Cieszynie. Galeria 36.6, Cieszyn.
- 2018 – V Salon Wiosenny 2018, BWA Tarnów.
- 2018 – SZTUKA TERAZ, Kamienica Szołayskich[24], Muzeum Narodowe w Krakowie, Kraków.
- 2018 – SZTUKA TERAZ[25], Gmach Główny, Muzeum Narodowe w Krakowie, Kraków.
- 2017 – 25. Biennale Plakatu Polskiego, Katowice 2017, BWA Katowice.
- 2017 – SZTORM – 12. Edycja Wystawy interdyscyplinarnej FALA, Centrum Kultury 105 w Koszalinie, Bałtycka Galeria Sztuki, Koszalin.
- 2017 – Malarstwo, rzeźba i ceramika – wystawa poplenerowa XII Pleneru Artystycznego Krotoszyn 2017, Galeria REFEKTARZ, Krotoszyński Ośrodek Kultury, Krotoszyn.
- 2017 – Wystawa prac absolwentów Uniwersytetu im. Adama Mickiewicza w Poznaniu, Galeria Uniwersytecka, Kalisz.
- 2017 – Młodzi Artyści w „Kręgach Sztuki”. Wystawa grafik Aleksandry Bury i ikon Grzegorza Tomasiaka, Oddział Grafiki im. Pawła Stellera[26], Muzeum Historii Katowic, Katowice.
- 2017 – IV Piotrkowskie Biennale Sztuki – Ośrodek Działań Artystycznych w  Piotrkowie Trybunalskim, Piotrków Trybunalski.
- 2017 – NOWA AWANGARDA – I PRZEGLĄD SZTUKI WSPÓŁCZESNEJ, Galeria Szyb Wilson, Katowice.
- 2017 – A-KUMULACJE 2017 – KALISKIE BIENNALE SZTUKI[27], Galeria Sztuki im. Jana Tarasina w Kaliszu, Kalisz.
- 2016 – Malarstwo, rzeźba i ceramika, wystawa poplenerowa, Galeria REFEKTARZ, Krotoszyński Ośrodek Kultury, Krotoszyn.
- 2017 – Twórczo dla praw człowieka, The 6th International Socio-Political Poster Biennale – VI BIENNALE Plakatu Społeczno-Politycznego, Galeria Foyer, Dom Williego Bleichera, Stuttgart, Niemcy.
- 2015 – Ekspozycja / Ausstellung / Exposition, międzynarodowa wystawa malarstwa, Rendsburg, Niemcy.
- 2015 – Ekspozycja / Ausstellung / Exposition, Zamek Piastowski w Raciborzu, Racibórz.
- 2013 – Wystawa w 9 Triennale Małych Form Malarskich, Galeria Sztuki Wozownia, Toruń.
- 2012 – Wystawa ikon studentów i absolwentów, Instytut Sztuki PWSZ w Raciborzu, Pocysterski Zespół Klasztorno-Pałacowy w Rudach.
- 2012 – Zeit – Time – Czas – Amser, Soest, Nadrenia Północna-Westfalia, Niemcy.
- 2012 – Zeit – Time – Czas – Amser, Muzeum Ziemi Szubińskiej im. Zenona Erdmanna. Autorzy prac: Piotr Pawlicki, Andrzej Binkowski, Georgios Wlachopulos, Angela Willeke, Heinz Schmidt, Erich Reusch, Timotey Pugh, Chris Oakley, Kurt Kommann, Christel Kiesel, Ararat Haydeyan, Elke Gründemann, E.R.N.A., Antje Bräuer, Eckhard Böttger, Rosemarie Böhmchen, Paul Böckelmann, Ursula Bierther, Hanspeter Bethke, Horst Bahr, Grzegorz Tomasiak.
- 2011 – Artystycznym interpretacje „Czasu”, Zamek Piastowski w Raciborzu. (Wystawa zawierała prace ośmiorga artystów z partnerskich samorządów Märkischer Kreis (Niemcy) Wrexham County Borough (Walia) i Landkreis Elbe-Elster (Niemcy). Polskę reprezentowały prace artystów z powiatu raciborskiego – Ewy Lenard oraz Grzegorza Tomasiaka).
- 2011 – Czas – Artystyczne Interpretacje czasu, Saathain – Landkreis Elbe-Elster, Niemcy.
- 2010 – Czas – Artystyczne Interpretacje czasu, Memorial Hall, Oriel Wrexham - Wrexham Arts Centre - Wrexham County, Walia.
- 2010 – Czas – Artystyczne Interpretacje czasu. Museum der Stadt Lüdenscheid[28], Niemcy.
- 2009 – CZAS NA OBRAZ - II Kaliskie targi obrazów, Biuro Wystaw Artystycznych w Kaliszu.
- 2008 – Malarstwo, Dom Polski, Budapeszt, Węgry.
- 2007 – Malarstwo – projekty prac, (uczestnicy z Francji, Niemiec, Czech, Węgier, Walii, Polski, Hiszpanii i Portugalii) Sala wystawienniczo – kulturalna, Rendsburg, Niemcy.
- 2007 – Wystawa ikon studentów, Instytut Sztuki PWSZ w Raciborzu, Rotunda kościoła pw. NSPJ, Racibórz.
- 2007 – Wystawa studentów i artystów – pedagogów, Instytut Sztuki PWSZ w Raciborzu, Galeria „Epicentrum”, Jastrzębie Zdrój.
- 2006 – Żywioły, Märkischer, Niemcy.
- 2005 – Recykling, Hrabstwo Wrexham – Wrexham County Borough, Walia.